# 王思婷
王思婷（1973年10月19日—），台湾臺南人，中华民国女子網球運動員，世界排名最高來到26名，並擁有8座ITF單打冠軍及6座WTA單打冠軍。王思婷在6、7歲時開始接觸網球，並於12歲成為台灣排名第1的選手，1991年贏得衛星賽首冠，1993年首度在WTA職業巡迴賽奪得單打冠軍。她於2000年退出網球巡迴賽。王思婷的世界排名第26名在李娜出現以前幾乎是華人女網的頂點，直到2013年才被新竹出身的謝淑薇以第23名突破此紀錄。在役時期，與另一女網名將張晴玲皆是中華隊在國際賽的常客。退役後，王思婷轉任中華隊女網教練。

## 學歷
- 臺南市東區勝利國民小學
- 臺南市立忠孝國民中學
- 國立臺南高級工業職業學校
- 國立體育學院運動技術學系
- 國立體育學院教練研究所

## 成績
- 1987年：

1. 亞洲青少年網球錦標賽女子單打冠軍
2. 美國網球公開賽青少年組女子雙打亞軍
3. 橘子杯國際青少年網球分齡賽14歲女子單打冠軍

- 1988年：亞洲杯網球錦標賽女子單打冠軍
- 1989年：

1. 法國網球公開賽青少年組女子雙打冠軍
2. 亞洲杯網球錦標賽女子單打亞軍

- 1990年：美國網球公開賽青少年組女子單打季軍
- 1991年：法國網球公開賽青少年組女子單打季軍
- 1993年：

1. 香港網球公開賽女子單打冠軍
2. 台北網球公開賽女子單打冠軍

- 1994年：

1. 台北網球公開賽女子單打冠軍
2. 日本廣島亞洲運動會女子網球團體銅牌
3. 亞洲大學網球錦標賽女子單打冠軍

- 1995年：

1. 日本福岡世界大學生運動會網球混合雙打金牌、女子雙打銀牌、女子單打銅牌
2. 北京網球公開賽女子單打亞軍、女子雙打亞軍
3. 泗水網球公開賽女子單打冠軍
4. 亞洲大學網球錦標賽女子單打冠軍

- 1996年：

1. 北京網球公開賽女子單打冠軍
2. 泗水網球公開賽女子單打冠軍

- 1997年：義大利西西里世界大學生運動會網球女子單打金牌、女子雙打金牌、混合雙打銀牌
- 1998年：泰國曼谷亞運會女子網球團體金牌
- 1999年：

1. 西班牙帕馬世界大學生運動會女子雙打金牌、女子單打、混合雙打銀牌
2. 國立體院 世界杯軟式網球錦標賽女子團體金牌、女子單打金牌

## 重要事蹟
- 1986年~1999年：維持全國網球排名賽女子單打冠軍
- 1991年：青少年女子單打世界排名第二
- 1991年~1995年：連續五屆亞洲杯女子單打冠軍
- 1993年：女子單打世界排名第 26，年終世界排名第 30
- 1996年：日本東京日麗女子網球公開賽於女子雙打賽中擊敗世界排名第一的女子雙打選手，獲得亞軍

## 獲獎紀錄
- 1987年~1999年：獲得年度十大傑出運動員數次
- 1988年：救國團青年獎章
- 1993年：第十五屆十大傑出女青年
- 1999年：第三十七屆十大傑出青年

## 外部連結
- 王思婷在国际奥林匹克委员会的资料
- 王思婷的国际女子网球协会官方資料（英文）
- 王思婷的國際網球總會 職業／青少年 官方資料（英文）
- Fed Cup - Player profile - Shi-Ting WANG (TPE) （页面存档备份，存于）
- 四維網球歷年贊助球員-王思婷